# Campiglione-Fenile
Campiglione-Fenile (en français Campion) est une commune italienne de la ville métropolitaine de Turin dans la région Piémont en Italie.

## Administration
| Période                                  | Période  | Identité         | Étiquette    | Qualité |
| ---------------------------------------- | -------- | ---------------- | ------------ | ------- |
| 14 juin 2004                             | En cours | Riccardo Cordero | lista civica |         |
| Les données manquantes sont à compléter. |          |                  |              |         |

### Communes limitrophes
Bricherasio, Cavour (Italie), Bibiana